# Uho
Uho je slušni organ čovjekovog organizma. 
Ljudsko uho čuje zvukove u području frekvencije od 16 Hz do 20 kHz.
Dijeli se na: vanjsko, srednje i unutarnje uho. 

## Vanjsko uho
Vanjsko uho čine uška i zvukovod. Oni dovode zvuk do srednjeg uha. U zvukovodu nalaze se sićušne dlačice koje štite uho od vanjskih utjecaja. Vanjski zvukovod dugačak je oko 3 cm.
Uška hvata i skuplja zvukove iz okoliša i usmjerava zvučne valove prema zvukovodu.

## Srednje uho
Na početku srednjeg uha nalazi se bubnjić koji služi kao opna, zatim tri sićušne koščice (čekić, nakovanj i stremen) i Eustahijeva cijev koja izjednačava tlak u srednjem uhu. Pločica stremena zatvara ovalni prozorčić što je i granica između srednjeg i unutarnjeg uha.
Srednje uho se opisuje oblikom kao tijelo sa šest stranica, tj. dio organa koji je omeđen sa šest stijenki.

## Stijenke srednjeg uha
- lateralna stijenka (lat. paries tympanicus)
- medijalna stijenka (lat. paries labyrinthicus)
- gornja stijenka (lat. paries tegmentalis)
- donja stijenka (lat. paries jugularis)
- prednja stijenka (lat. paries caroticus)
- stražnja stijenka (lat. paries mastoideus)

## Unutarnje uho
Unutarnje uho se zbog svog izgleda naziva i labirint.  Sastoji se od koštanoga i membranskoga dijela. Koštani labirint čine tri dijela: pužnica (lat. cochlea), predvorje (lat. vestibulum) i polukružni kanalići (lat. canales semicirculares). Pužnica ima oblik puževe kućice i savijena je dva i pol puta. Uzduž pužnice ide spiralna (koštana) pločica koja njezin koštani kanal nepotpuno dijeli na dva kanala. Donji kanal (lat. scala tympani) na donjem kraju, kroz okrugli prozorčić, u dodiru je s bubnjištem. Kanali su međusobno spojeni na gornjemu kraju, na vrhu pužnice otvorom helikotrema. 
Membranski labirint nalazi se unutar koštanoga. U predvorju koštanog labirinta nalaze se sacculus (lat.) i utriculus (lat.). U polukružnim kanalima nalaze se tri polukružne membranske cijevi, ductus semicirculare (lat.), a uzduž pužnice nalazi se ductus cochlearis (lat.).
Svi dijelovi membranskog labirinta međusobno su spojeni, a ispunjava ih endolimfa. Unutar koštanog labirinta nalazi se perilimfa koja izvana oplakuje membranski labirint.
U utrikulusu i sakulusu nalaze se pjege, macula utriculi (lat.) i macula sacculi (lat.), koje sadrže potporne i osjetilne stanice. Zajedno sa stanicama u ampulama polukružnih kanalića bitne su za ravnotežu. 
Od sakulusa se odvaja ductus endolymphaticus (lat.) koji je spojen i s utrikulusom. Izlazi iz piramide sljepoočne kosti na stražnjoj strani gdje prelazi u saccus endolymphaticus (lat.) koji je bitan za regulaciju tlaka endolimfe. 
Ductus cochlearis (lat.) zajedno sa spiralnom koštanom pločicom u potpunosti dijeli preostali kohlearni kanal na dvije skale. Na njegovoj bazilarnoj membrani nalazi se osjetilni epitel Cortieva organa.
Od Cortijeva organa odlazi nervus cochlearis (lat.) koji zajedno s nitima za ravnotežu, koje čine nervus vestibularis (lat.) i ličnim živcem (lat. nervus facialis) prolaze kroz unutarnji slušni hodnik (lat. meatus acusticus internus).

## Kongenitalne anomalije vanjskoga uha
Kongenitalne anomalije vanjskoga uha mogu biti povezane s trisomijama pojedinih kromosoma, nasljeđem te virusnim upalama i drugim štetnim djelovanjima tijekom trudnoće. Kongenitalne anomalije vanjskoga uha vidljive su već pri rođenju. One mogu upućivati na funckcionalne nedostatke kao što su nagluhost (hypoacusis) i gluhoća (anacusis). Te su anomalije češće jednostrane, desnostrane i u oko 60 posto slučajeva javljaju se češće u dječaka. 
Kongenitalne anomalije vanjskoga uha su otapostaza ili odstojeća uška, anotija, mikrotija, makrotija, rascjep ili fisura uške, apendiks uške, preaurikularna fistula. 

## Bolesti srednjeg uha
Otogene komplikacije obično su posljedica kroničnih, a rjeđe akutnih upala srednjeg uha. 
Mogu biti egzokranijalne (akutni mastoiditis, labirintitis, petrozitis, pareza ličnoga živca) i endokranijalne (tromboflebitis sigmoidnog sinusa, meningitis, ekstraduralni apsces, subduralni apsces, apsces velikoga mozga, apsces maloga mozga).
Eustahijeva tuba je kanal koji spaja šupljinu srednjeg uha sa ždrijelom.
Fizičko opterećenje koje narušava i oštećuje strukture u zatvorenim tjelesnim šupljinama ispunjenima zrakom za vrijeme nagle promjene atmosferskog tlaka, nazivamo barotrauma.
Pozitivna barotrauma - tlak u zatvorenim šupljinama je povišen.
Negativna barotrauma - tlak u zatvorenim šupljinama je snižen.
U tjelesnim šupljinama, kao i u srednjem uhu postoji određena količina neotopljenog zraka i ona reagira na promjene atmosferskog tlaka. Padanjem atmosferskog tlaka pri porastu visine
obujam zraka u tjelesnoj šupljini se povećava.
Promjene u Eustahijevoj tubi izazivaju smetnje u srednjem uhu. Barotraumatski poremećaj se ne javlja kada je tlak u uhu jednak tlaku okoline. Ako se Eustahijeva tuba otvori tlakovi se izjednače.
Pozitivna barotrauma razvija se zbog poremećenosti funkcije tube i ako se njeno ušće u ždrijelu ne otvori. Tada se pojavljuje bol i nagluhost.
Razlika u tlaku brzo se izjednačava gutanjem sline, zijevanjem i propuhivanjem tube.
Ako je tuba oštećena i tlak se ne izjednači, tj. ušće se ne otvara dolazi do negativne barotraume - šire se krvne žile, nastaju točkasta krvarenja, odljepljenje sluznica, uvlačenje bubnjića uz bol i nagluhost.